# Roystonea borinquena
La  palma real de Puerto Rico (Roystonea borinquena) es una especie de  palma nativa de La Española, Puerto Rico y las Islas Vírgenes.

## Descripción
Roystonea borinquena es una palmera alta que usualmente alcanza de 12 a 19 m, aunque han sido registrados individuos de hasta 26,4 m.   Las hojas son 2,4-3,7 m de largo, con cortos peciolos y el capitel mide 1-3 m.  La inflorescencia de 1-1,4 m es de color crema con flores unisexuales en la misma planta; las anteras de las flores masculinas son algo púrpurase.  El fruto es una drupa de 13 mm de largo por 10 mm de ancho que se torna de un color marrón purpúreo cuando madura.

## Taxonomía
Esta especie fue la primera descripta por el botánico Orator F. Cook en 1901.  Durante la mayor parte del siglo XIX, solo eran reconocidas dos species de palmas reales: en las Grandes Antillas Oreodoxa regia (ahora Roystonea regia), mientras que en las Antillas Menores era O. oleracea (R. oleracea).  Debido a los problemas por la forma en la que los taxónomos habían manejado al género Oreodoxa, Cook propuso en 1900 que el nombre Roystonea (en honor al general EstadounidenseRoy Stone) aplicara a todas las palmas reales.  Al año siguiente Cook describió válidamente Roystonea borinquena.
Etimología
Ver: Roystonea

## Ecología
Los frutos de Roystonea borinquena son una fuente alimenticia para aves.

## Usos
Las palmas reales son muy populares como plantas ornamentales; Roystonea borinquena ha sido muy plantada en Puerto Rico.  Su tolerancia al aire contaminado, además para crecer en distintos tipos de suelos, y el hecho de que sus raíces no dañen calzadas ni pavimentos le otorgan gran valor ornamental.  Los frutos son utilizados para  alimentar cerdos.